# Alison Hammond
Alison Hammond (ur. 5 lutego 1975 w Birmingham) – brytyjska osobowość telewizyjna oraz aktorka.

## Wczesne życie
Urodziła się 5 lutego 1975 w Birmingham, wychowała się w północnej części miasta w Kingstanding razem z dwójką rodzeństwa. Uczęszczała do Cardinal Wiseman School. Jej rodzice pochodzą z Jamajki. Od jedenastego roku życia brała udział w warsztatach teatralnych prowadzonych przez Central Television, ale brak funduszy oznaczał, że nie mogła uczęszczać do szkoły teatralnej, później przeprowadziła się do Hall Green w południowym Birmingham.

## Kariera
Od 1988 do 1991 grała rolę Eskimo w serialu Palace Hill. W 2002 brała udział w brytyjskim Big Brotherze, była drugą osobą która opuściła program. Później wzięła udział w innych programach telewizyjnych, m.in.: Celebrities Under Pressure i Celebrity Ready Steady Cook. Jako panelistka pojawiła się w Loose Women. W 2004 wcieliła się w reporterkę telewizyjną w Christmas Lights u boku Robsona Greena. W listopadzie 2010 roku Hammond została uczestniczką dziesiątej serii I’m a Celebrity... Get Me Out of Here!, a 28 listopada 2010 roku została czwartym zawodnikiem, który opuścił show. W 2014, wzięła udział w Celebrity MasterChef, który nadawany był na BBC One. W 2018 użyczyła głosu jednej postaci z filmu Hotel Transylwania 3. W 2020, ITV ogłosiło, że Alison i Dermot O’Leary zastąpią Eamonna Holmesa i Ruth Langsford, w prowadzeniu piątkowych wydań programu This Morning.

## Życie prywatne
Jej mężem był Noureddine Boufaied, mają syna Aidena (ur. 2005).